# Кипріян та Юстина

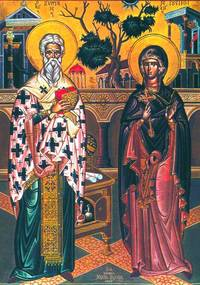
Священномученик Кипріян та мучениця Юстина

Кипріян та Юстина († 304, Антіохія) — священномученик та мучениця за святу Христову віру. 

## Життєпис
Святі Кипріян і Юстина жили у III ст. Кипріян був поганським магом і походив з міста Антіохії в Малій Азії. З юних літ він почав вивчення «філософії та волхвування». Він зробився знаменитим у своєму місті магом; всі погани ставилися до нього з повагою та острахом.
Свята мучениця Юстина жила в цьому ж місті і була дочкою поган, проте почувши одного разу про життя Христа навернулась та охрестилась.
Один поганин хотів звести святу Юстину і звернувшися до Кипріяна, який ще перебував в темноті язичницькій.
Та св.Юстина молитвами до Господа Бога та хресним знаменням перемогла всі підступи бісівські. Пізнавши істину Кипріян покаявся та навернувся до істиної Христової віри, спаливши перед єпископом та вірними всі книги по чародійстві. Така була його жага, щоб охреститись, що бувши на святій Літургії Кипріян відмовився виходити з храму після слів диякона: "Всі оглашенні, вийдіть!", сказавши:
"Живий Христос, Бог мій, оберіг мене від диявола і який чисту дівицю Юстину зберіг, помилував мене, тож не виженеш із церкви, доки християнином не стану цілком". Після цього охрестив Кипріяна єпископ.
Диявол же, бачачи таке життя святого Кипріяна й дбання про Христову віру і про спасіння душ людських, скреготав на нього зубами своїми і спонукав поган, щоб обмовили його перед князем східних країн, що богів їхніх понизив і багато людей від них відвернув.
Князь Євтоломій повелів схопити Кипріяна та Юстину й посадити до темниці. Мучили святих довго, проте вони безперестанку славили Христа та благоговінням усе терпіли. Кинули святих в кипячий конов, але їм це не зашкодило, тоді вислав мучеників до царя Клавдія в Никомидію, а той святих наказав усікти мечем. 
Ось як описується їхня славна смерть в "Житія святих" Димитрієм Тупталом (Ростовським): 
"І коли приведені були на смертне місце, попросив Кипріян собі часу на молитву через те, щоб Юстина раніше була усічена: боявся-бо, щоб не застрашилася, бачачи смерть його. Вона ж весело голову свою під меча прихилила і до Жениха, Христа свого, відійшла. Бачачи ж неповинну смерть їхню, якийсь Теоктист, що стояв там, вельми жалів їх; розпалившись духом до Бога, припав до святого Кипріяна, цілуючи його і визнаючи себе християнином, і тоді з ними на усічення й Теоктист був засуджений і, так посічені, віддали душі свої у руки Божі, тіла ж їхні шість днів лежали не поховані. Були там одні подорожні, вони таємно викрали їх і в Рим відвезли, де віддали жоні одній чесній та святій, на ім'я Руфина, що була родичкою Клавдія-кесаря. Та поховала чесно тіла святих Христових мучеників Кипріяна, та Юстину, та Теоктиста. При гробі їхньому численні зцілення бували тим, що приходили туди. Їхніми молитвами хай зцілить Господь і наші хвороби тілесні й душевні. Амінь."
Відбувались ці події за правління імператора Декія.
До святих моляться, щоб за їх посередництвом отримати від Господа Бога захист та позбавлення від чар та злих духів.

## Храми
- В республіці Кіпр знаходиться прекрасна православна церква імені святих Кипріяна та Юстини. Оздоблення церкви - це збережені фрески дивовижної краси, різьблений іконостас 1818 року та ікони початку XVI століття. Там зберігають і мощі святих.
- Росія, Ленінградська область, Всеволожський район. Юккі. Різдва Йоана Предтечі, церква (з прибудовою Кипріана і Іустіни).
- Німеччина. Франкфурт-на-Майні. Церква свмм.Кипріяна і мч.Юстини
- Республіка Татарстан. м.Казань. Спасо-Преображенський монастир. Церква свмм.Кипріяна і мч.Юстини.
- Румунія. Бухарест, Сектор 3. Різдва Пресвятої Богородиці і Кипріяна і Юстини, церква (з прибудовою Кипріана і Іустіни).
- Росія. Свердловська область, Сисертський район. Каменка. Церква Кипріяна і Юстини.
- Україна. Луганська область, м.Луганськ, Церква Кипріяна і Юстини.
- Росія. Ярославська область, Рибінський район, Ніколо-Тропа. Смоленської ікона Божої Матері, церква (з прибудовою Кипріана і Іустіни).

Дні пам'яті: 15 жовтня за новим стилем.

## Образи

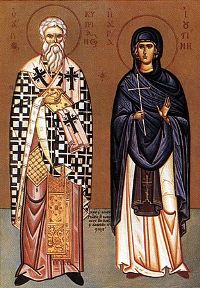
ікона
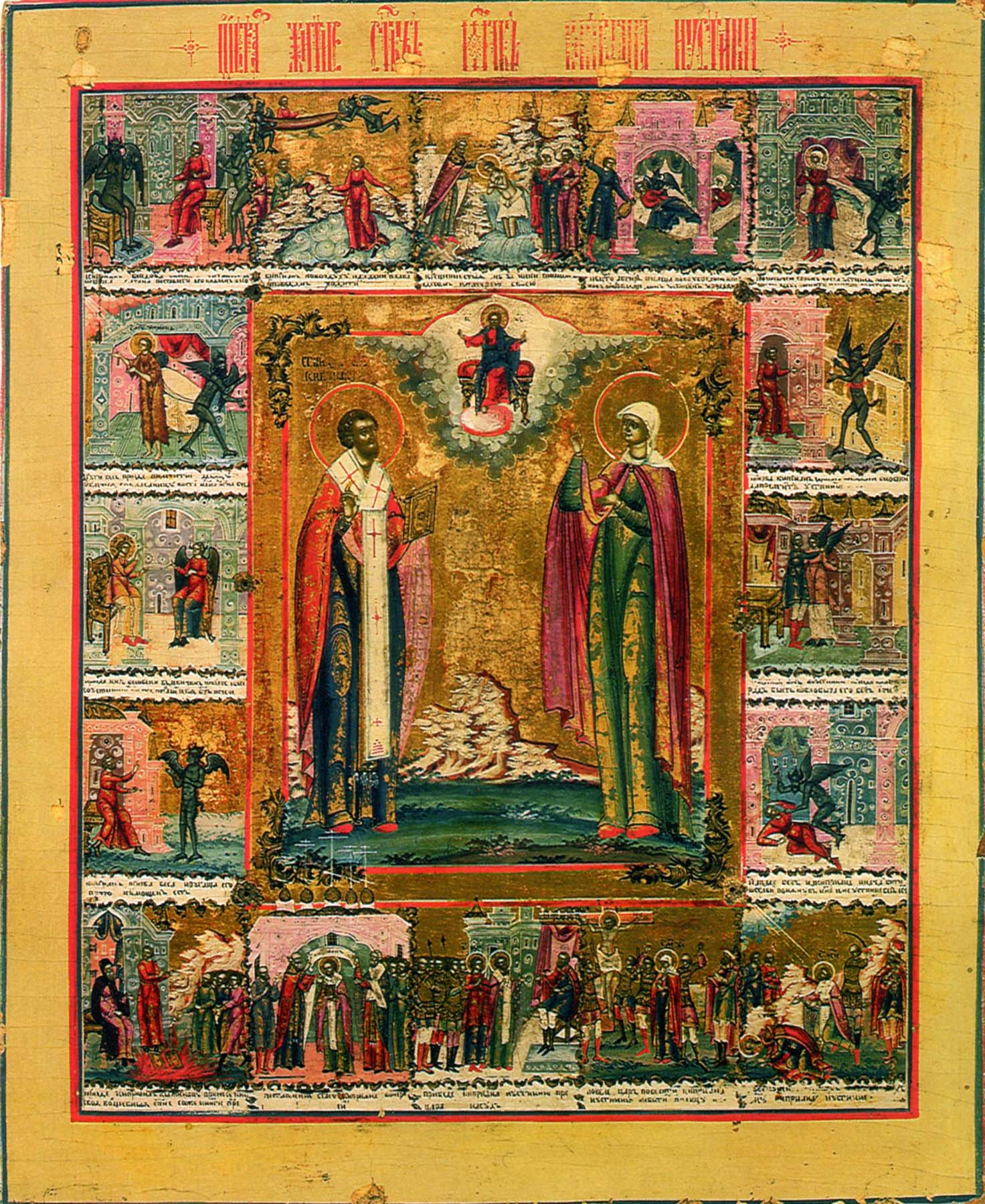
Ікона з життям, кінець XVIII ст. Росія.
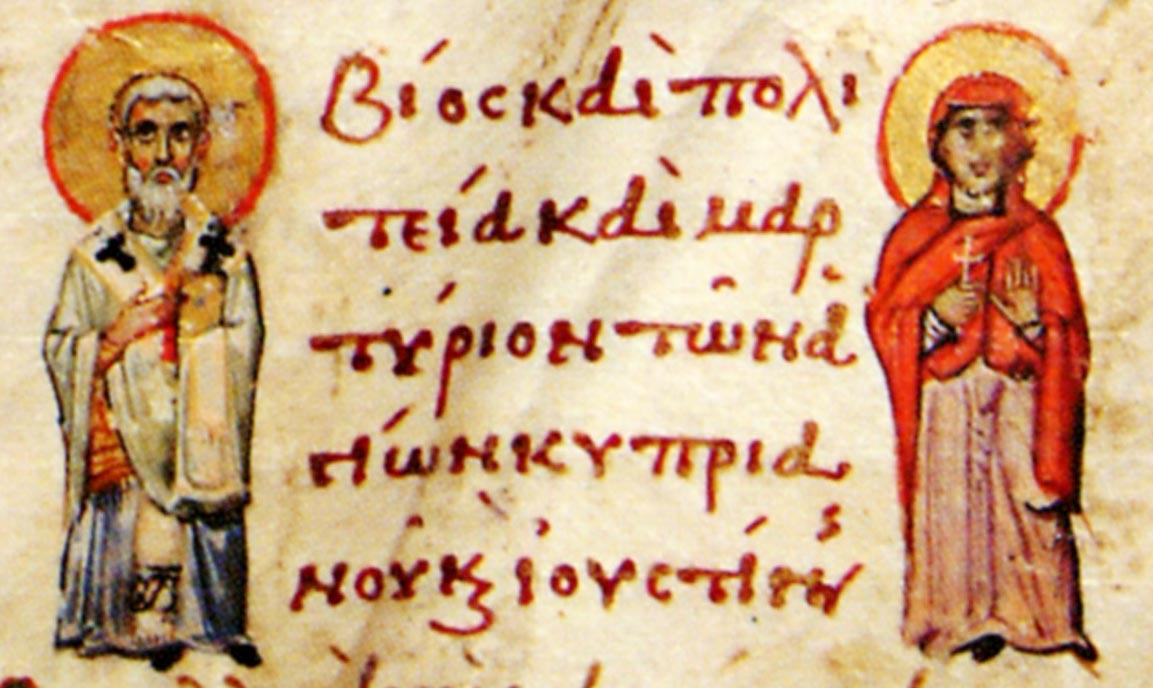
Мініатюра Мінологія на жовтень, середина XI ст. Візантія
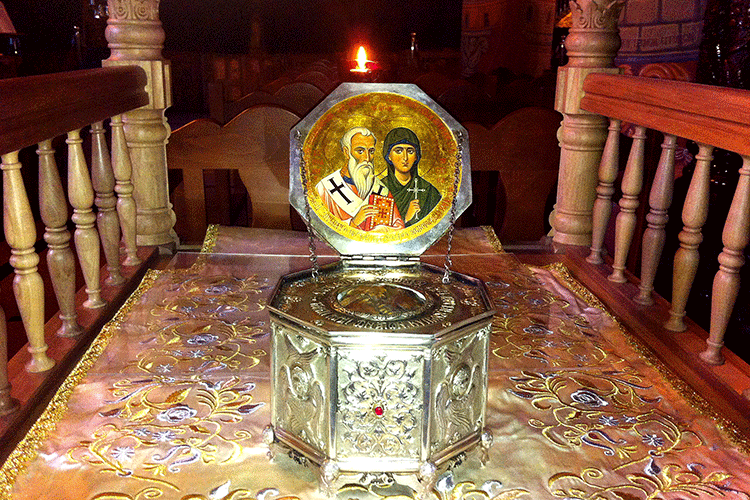
Рака з мощами священномученика Кипріяна і мучениці Юстини (Кіпр)
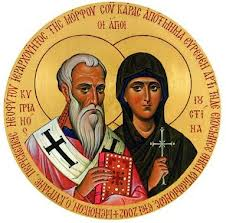
Ікона
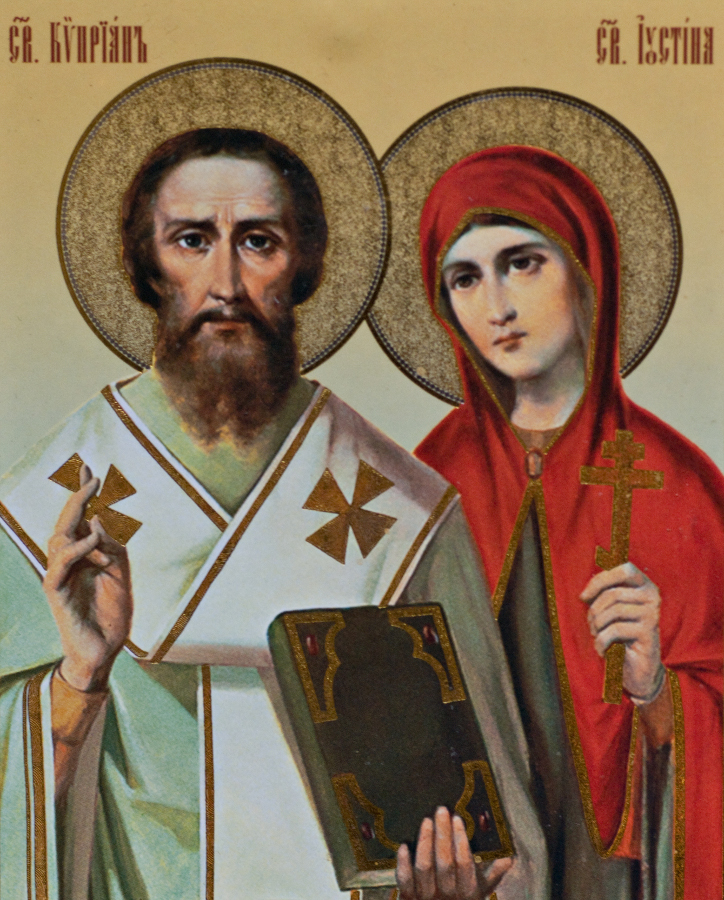
ікона